# Gimnàstica als Jocs Olímpics d'estiu de 1952
Als Jocs Olímpics d'Estiu de 1952 celebrats a la ciutat de Hèlsinki (Finlàndia) es disputaren 15 proves de gimnàstica, vuit en categoria masculina i set en categoria femenina. La competició es disputà entre el 19 i el 24 de juliol de 1952 al Töölö Sports Hall de Hèlsinki.

## Resum de medalles

### Categoria masculina
| Prova                              | Or | Argent | Bronze |
| Concurs complet individual Detalls | Viktor Chukarin | Hrant Xahinian | Josef Stalder |
| Concurs complet per equips Detalls | Unió SovièticaViktor Chukarin · Hrant Xahinian · Valentin Muratov · Evgeny Korolkov · Vladimir Belyakov · Iosif Berdiev · Mikhail Perelman · Dmitri Leonkin | SuïssaJosef Stalder · Hans Eugster · Jean Tschabold · Jack Günthard · Melchior Thalmann · Ernst Gebedinger · Hans Schwarzentruber · Ernst Fivian | FinlàndiaOnni Lappalainen · Berndt Lindfors · Paavo Aaltanen · Kaino Lempinen · Heikki Savolainen · Kalevi Laitinen · Kalevi Viskari · Olavi Rove |
| Exercici de terra Detalls          | William Thoresson | Jerzy Jokiel | No es concedí |
| Exercici de terra Detalls          | William Thoresson | Tadeo Uesako | No es concedí |
| Barra fixa Detalls                 | Jack Günthard | Josef Stalder | No es concedí |
| Barra fixa Detalls                 | Jack Günthard | Alfred Schwarzmann | No es concedí |
| Barres paral·leles Detalls         | Hans Eugster | Viktor Chukarin | Josef Stalder |
| Cavall amb arcs Detalls            | Viktor Chukarin | Hrant Xahinian | No es concedí |
| Cavall amb arcs Detalls            | Viktor Chukarin | Evgeny Korolkov | No es concedí |
| Anelles Detalls                    | Hrant Xahinian | Viktor Chukarin | Dmitri Leonkin |
| Anelles Detalls                    | Hrant Xahinian | Viktor Chukarin | Hans Eugster |
| Salt sobre cavall Detalls          | Viktor Chukarin | Masao Takemoto | Takashi Ono |
| Salt sobre cavall Detalls          | Viktor Chukarin | Masao Takemoto | Tadao Uesako |

### Categoria femenina
| Prova                              | Or | Argent | Bronze |
| Concurs complet individual Detalls | Maria Gorokhóvskaia | Nina Botxarova | Margit Korondi |
| Concurs complet per equips Detalls | Unió SovièticaMaria Gorokhóvskaia · Nina Botxarova · Galina Minaicheva · Galina Urbanovich · Pelagueia Danílova · Galina Shamrai · Medea Dzhugeli · Iekaterina Kalintxuk | HongriaMargit Korondi · Ágnes Keleti · Károlyné Perényi · Olga Tass · Károlyné Gulyás · Lászlóne Zalai · Andrea Bodó · Lászlóne Daruházi                                 | TxecoslovàquiaEva Věchtová · Alena Chadimová · Jana Rabasová · Božena Srncová · Hana Bobková · Matylda Šínová · Věra Vančurová · Alena Reichová |
| Exercici de terra Detalls          | Ágnes Keleti | Maria Gorokhóvskaia | Margit Korondi |
| Barra d'equilibris Detalls         | Nina Botxarova | Maria Gorokhóvskaia | Margit Korondi |
| Barres asimètriques Detalls        | Margit Korondi | Maria Gorokhóvskaia | Ágnes Keleti |
| Salt sobre cavall Detalls          | Iekaterina Kalintxuk | Maria Gorokhóvskaia | Galina Minaicheva |
| Concurs per aparells Detalls       | Suècia Karin Lindberg · Gun Röring · Evy Berggren · Göta Pettersson · Ann Pettersson · Ingrid Sandahl · Hjördis Nordin · Vanja Blomberg                                  | Unió SovièticaMaria Gorokhóvskaia · Nina Botxarova · Galina Minaicheva · Galina Urbanovich · Pelagueia Danílova · Galina Shamrai · Medea Dzhugeli · Iekaterina Kalintxuk | HongriaMargit Korondi · Ágnes Keleti · Károlyné Perényi · Olga Tass · Károlyné Gulyás · Lászlóne Zalai · Andrea Bodó · Lászlóne Daruházi        |

## Medaller
| Posició | País           | Or | Argent | Bronze | Total |
| 1       | Unió Soviètica | 9  | 11     | 2      | 22    |
| 2       | Suïssa         | 2  | 2      | 3      | 7     |
| 3       | Hongria        | 2  | 1      | 5      | 8     |
| 4       | Suècia         | 2  | 0      | 0      | 2     |
| 5       | Japó           | 0  | 2      | 2      | 4     |
| 6       | Alemanya       | 0  | 1      | 0      | 1     |
| 6       | Polònia        | 0  | 1      | 0      | 1     |
| 8       | Finlàndia      | 0  | 0      | 1      | 1     |
| 8       | Txecoslovàquia | 0  | 0      | 1      | 1     |